# الإضراب الستيني
الإضراب الستيني الذي حصل في سوريا عام 1936 وهو أطول إضراب في تاريخ سوريا، تم بناء على دعوة الكتلة الوطنية لمقارعة الإنتداب الفرنسي والتوصل لإتفاق الإستقلال مع فرنسا. إلى جانب الإضراب وقبله، شهدت البلاد مظاهرات حاشدة ومنددة بالإنتداب.

## سير الأحداث

### الميثاق الوطني
في 1932 نشر الدستور وانتخب محمد علي العابد رئيسًا للجمهورية، وهو شخصية محايدة. وفي مايو 1934 شكّل تاج الدين الحسني الوزارة وهو ممالئ للانتداب. في نوفمبر 1935 توفي الزعيم الوطني إبراهيم هنانو في دمشق، دفن في حلب، وهو من قادة الكتلة وأحد زعماء الثورة السورية الكبرى. وفي 21 ديسمبر 1935 نظمت الكتلة الوطنية حفلاً لتأبين هنانو على مدرج الجامعة السورية لمناسبة مرور أربعين يومًا على وفاته. وأعلن خلال الحفل وبلسان فارس الخوري والكتلة الوطنية «الميثاق الوطني»، الميثاق الوطني الذي أعلنته الكتلة الوطنية وأذاعه فارس الخوري نصّ على ثلاث نقاط أساسية:
- تحرير البلاد السورية من كل سلطة أجنبية، وإيصالها إلى الاستقلال التام، والسيادة الكاملة، وجمع أراضيها المجزأة في دولة واحدة.
- تأمين الحرية والمساواة في الحقوق والواجبات بين أفراد الشعب كافة.
- اعتبار الأمة جميعها، وبكل ما لديها من قوى معنوية ومادية، وقفًا على هذا الجهاد الوطني.

### ردة الفعل
بعد احتفال أربعين هنانو وإعلان الميثاق الوطني، بدأت المظاهرات والصدامات العسكرية في بعض المناطق منها العاصمة؛ ولم تستطع حكومة الشيخ التاج ضبط الموقف، فأغلقت مكاتب الكتلة الوطنية في دمشق وحلب، واعتقلت بعض القادة، فكان الرد بالإضراب الشامل الذي دام ستين يومًا في دمشق وعدة أسابيع في المدن الأخرى، ولم تستطع سلطة الانتداب إنهاء الإضراب، بل امتدّ التأييد لبيروت، وجابت مظاهرات تضامن مع السوريين في الأردن والعراق ومصر وفلسطين.
كما نزل الجيش الفرنسي إلى دمشق وهدد باستعمال القوة لكسر الإضراب، غير أن الظروف الدولية والإقليمية دفعت فرنسا لقبول التفاوض مع هاشم الأتاسي رئيس الكتلة الوطنية في مطلع فبراير 1936. أفضت المفاوضات إلى إرسال وفد كتلوي إلى باريس لعقد معاهدة الاستقلال بين البلدين، كما تم الاتفاق على استقالة الحكومة وتشكيل حكومة محايدة تشرف على الانتخاب. فاستقالت حكومة الشيخ التاج في 23 فبراير، وتشكلت حكومة برئاسة عطا الأيوبي.
في 8 مارس 1936، بعد إطلاق سراح المعتقلين السياسيين وعودة المبعدين، قصّ هاشم الأتاسي في حفل حاشد، شريطًا حريريًا أخضر على باب سوق الحميدية إيذانًا بانتهاء الانتداب، وتزامنًا مع الحفل، أنهت المدن السورية الأخرى، إضرابها. في 21 مارس سافر الوفد الكتلوي إلى باريس، ومكث فيها حتى سبتمبر. نتيجة الانتخابات، فازت الكتلة الوطنية بالأغلبية الساحقة، وفي ديسمبر 1936 استقال العابد وارتقى هاشم الأتاسي إلى سدة الرئاسة. غير أن اتفاقية الاستقلال التي أقرها البرلمان السوري، لم يقرها البرلمان الفرنسي. ولم تعترف فرنسا بسوريا المستقلة حتى 1941.